# Hofkapelle Galgenhöfle

Hofkapelle Galgenhöfle (2012)

Die 1948 erbaute Hofkapelle Galgenhöfle steht in der Hofstelle Galgenhöfle bei Seibranz, einem Ortsteil von Bad Wurzach im Landkreis Ravensburg.

## Geschichte und Architektur
Die auf dem Zeiler Schotterfeld in einer Höhe von 760 m ü. NN stehende Kapelle wurde im Jahre 1948 von Maurermeister Marcel Kellermann errichtet. In ihrer Nähe befinden sich der Aussichtspunkt Wachbühl und die  „Galgengrube“, über der ein Armakreuz aus dem Jahre 1810 an einen Richtplatz der Herrschaft Waldburg-Zeil erinnert.
Die nicht geostete Kapelle hat ein vorkragendes Satteldach, das den nach Süden und Osten teilweise offenen Eingangsbereich überspannt. Der Eingang mit einem nordseitig gemauerten Bereich wird auf der Südseite von einer hölzernen gedrechselten Säule gestützt. Für das Mauerwerk wurden teilweise alte Grabsteine verwendet. Die Rundfenster an der Nord- und Südseite sind bleiverglast. Das Dach ist mit Dachziegeln, der Dachreiter auf dem Westgiebel mit Blech gedeckt. Da das Gebäude nicht unterkellert ist und über keine Bodenplatte verfügt, gab es im Laufe der Zeit Setzungen und Risse im Mauerwerk. Über dem Altar ist eine Pietà aus Gips angebracht.
Kellermann errichtete die Kapelle zum Andenken an seinen Sohn, der in dem Weiher Schugge bei der etwa einen Kilometer entfernten Hofstelle Sebastiansaul ertrank.